# Blekingeguldskålen

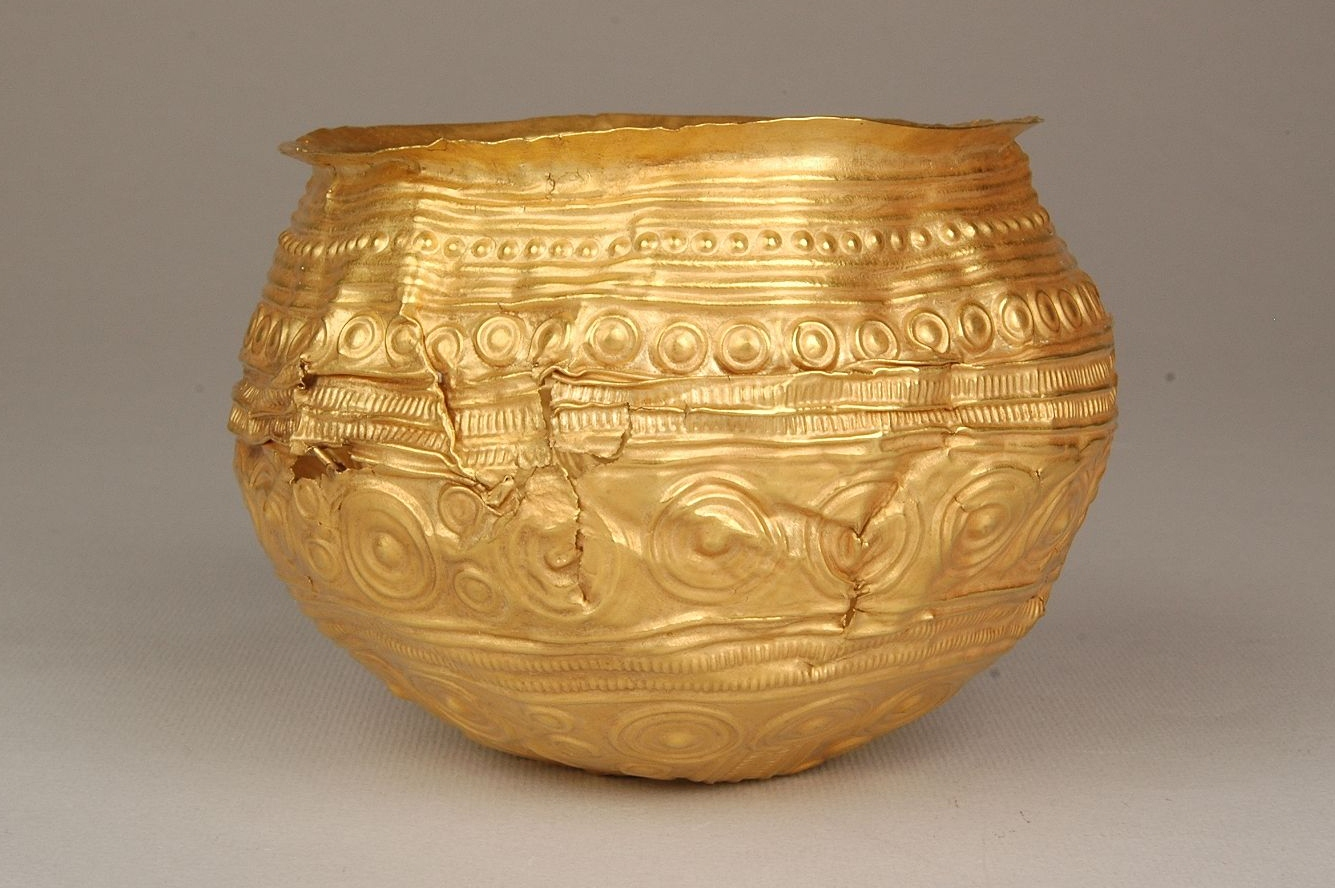
Blekingeguldskålen

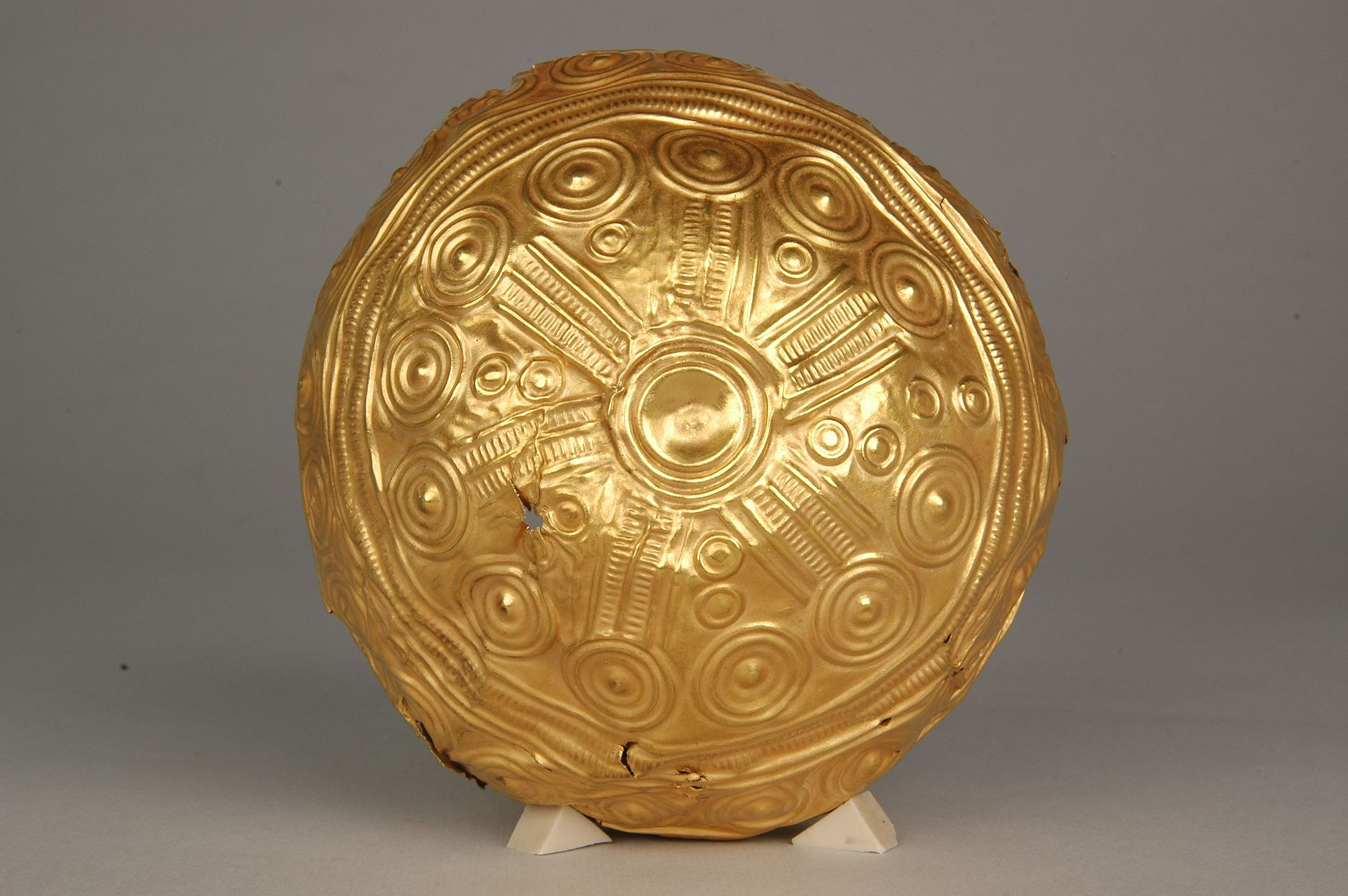
Bottenpartiet på skålen från Blekinge är dekorerad med ett 6-ekrigt hjul.

Blekingeguldskålen är en kultisk guldskål som hittades nära havsstranden i Mjövik, Nättraby socken i östra Blekinge. Den förvaras nu i Guldrummet i Statens historiska museum, Stockholm. En kopia av originalet finns att beskåda i Blekinge museum.
Skålen som är ovanligt välbevarad är daterad till bronsålderns fjärde period och skapades omkring 1000 år före Kristi födelse. Den är tillverkad av lövtunt guld och har en driven ornamentik med koncentriska cirklar fyllda med punkter, band och symboliska rundlar, som står för en utpräglad soldekor. Eftersom skålen hittades helt nära vattnet har den sannolikt varit ett kultföremål, en offergåva som lämnats i en sank våtmark intill stranden för att gynna gudarna, kanske rent av Nerthus, vars namn kan tänkas ha en koppling till Nättraby.